# Minibiotus sidereus
Espèce
Minibiotus sidereus est une espèce de tardigrades de la famille des Macrobiotidae.

## Distribution
Cette espèce est endémique de la Équateur.

## Publication originale
- Pilato, Binda & Lisi, 2003 : Remarks on some species of tardigrades from South America with the description of Minibiotus sidereus n. sp. Zootaxa, no 195, p. 1-8.